# The Golden Mile
The Golden Mile je první studiové album velšské alternativní rockové skupiny The Peth. Album bylo vydáno v září roku 2008 hudebním vydavatelstvím Strangetown Records. Nahráno bylo během dvou let. Jde o projekt bubeníka Dafydda Ieuana ze skupiny Super Furry Animals; dále zde hráli například herec a zpěvák Rhys Ifans či baskytarista Guto Pryce. Později skupina nahrála ještě jedno další album, které se mělo jmenovat Crystal Peth. To však nebylo vydáno.

## Seznam skladeb
| Pořadí | Název                                | Délka |
| ------ | ------------------------------------ | ----- |
| 1.     | Half a Brain                         | 4:51  |
| 2.     | Shoot on Sight (Flock of Zeighheils) | 3:21  |
| 3.     | Let's Go Fucking Mental              | 3:06  |
| 4.     | 69 Fanny Street                      | 4:36  |
| 5.     | Honey, Take a Bow                    | 5:24  |
| 6.     | Turbotank                            | 4:08  |
| 7.     | Sunset Veranda                       | 4:13  |
| 8.     | Stonefinger                          | 4:30  |
| 9.     | Last Man Standing                    | 3:25  |
| 10.    | Golden Mile                          | 6:10  |